# Geranomyia pentheres
Geranomyia pentheres är en tvåvingeart som beskrevs av Alexander 1928. Geranomyia pentheres ingår i släktet Geranomyia och familjen småharkrankar. Inga underarter finns listade i Catalogue of Life.